# De Historische Strijd
De Historische Strijd is een monument in Nieuw-Amsterdam in het district Commewijne in Suriname.
Het monument werd gemaakt door Jules Chin a Sen en is een eerbetoon aan de Sergeantencoup van 25 februari 1980, als ware het een revolutie. Het werd in opdracht van het militaire regime geplaatst. Het werd in 1981 tijdens het 1-jarige jubileum onthuld door president Henk Chin a Sen.
Andere monumenten die door het militaire regime werden geplaatst, zijn het Monument van de Revolutie in Paramaribo, het Bevrijdingsmonument in Groningen en het Gedenkteken van de Revolutie in Totness.

## Plaquette

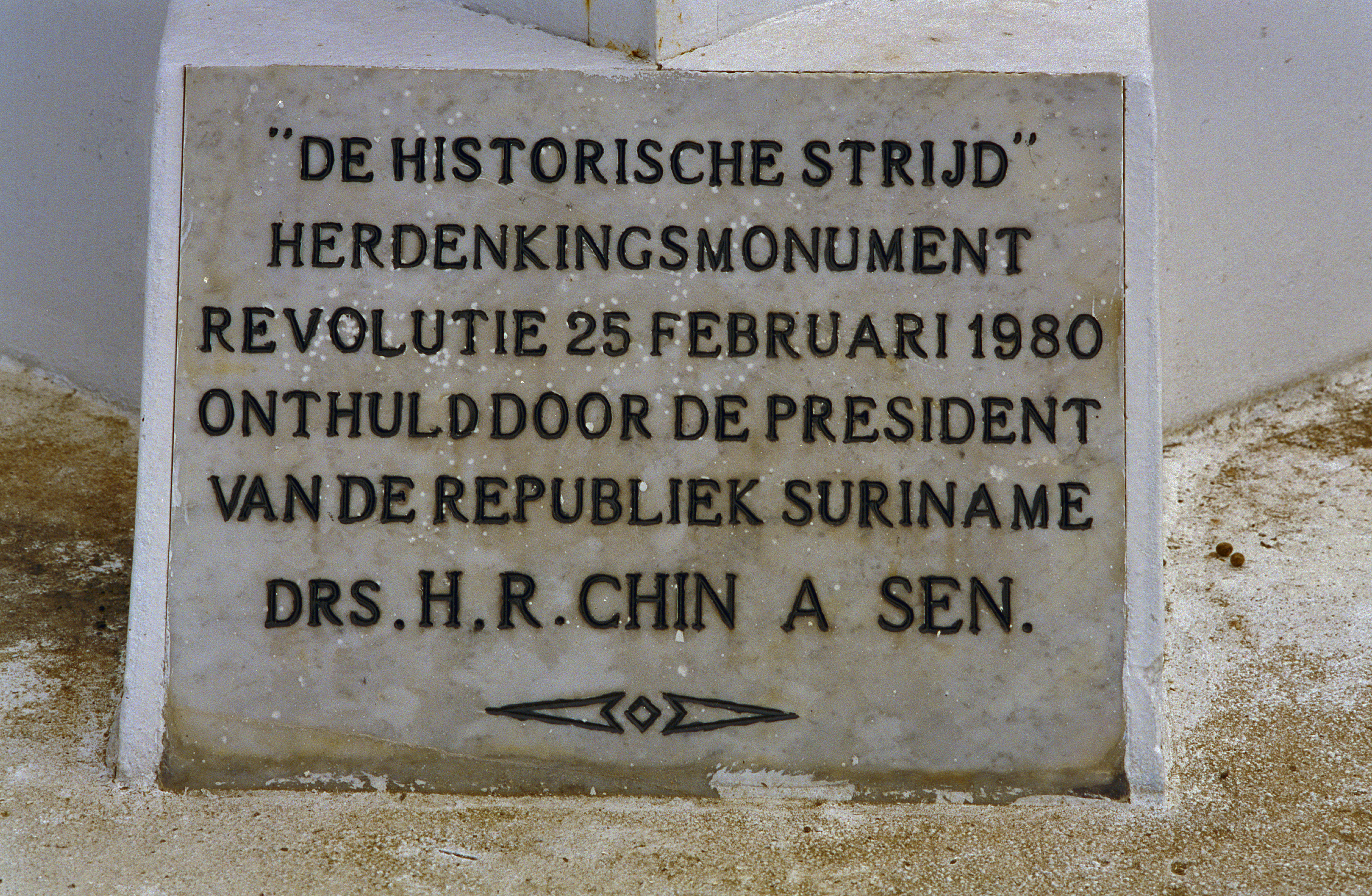
Plaquette bij het monument